# 蒙兰西亚
蒙兰西亚（法語：Montlainsia，法語發音：[mɔ̃lɛ̃sja]）是法国汝拉省的一个市镇，位于该省南部，属于隆斯勒索涅区。

## 地名
“蒙兰西亚”（Montlainsia）一名由原市镇蒙塔尼亚-勒唐普利耶（Montagna-le-Templier）、兰村（Lains）和代西亚（Dessia）的名称中各取一部分合并而成。

## 历史
蒙兰西亚成立于2017年1月1日，由以下三个市镇合并而成：
- 代西亚（Dessia）
- 兰村
- 蒙塔尼亚-勒唐普利耶（Montagna-le-Templier）

其中兰村为政府驻地。

## 地理
蒙兰西亚（46°23'29"N, 5°29'16"E）面积21.5 平方千米，位于法国勃艮第-弗朗什-孔泰大區汝拉省，该省份为法国东部内陆省份，北起上索恩省，西北接科多尔省，西临索恩-卢瓦尔省，南至安省，东与杜省和瑞士接壤。
与蒙兰西亚接壤的市镇（或旧市镇、城区）包括：蒙特勒韦、拉布瓦西耶尔、德拉姆莱、沃布勒-瓦尔凡、沙尔诺、阿罗马、蒙弗勒尔、布鲁瓦西亚、瓦勒叙朗。
蒙兰西亚的时区为UTC+01:00、UTC+02:00（夏令时）。

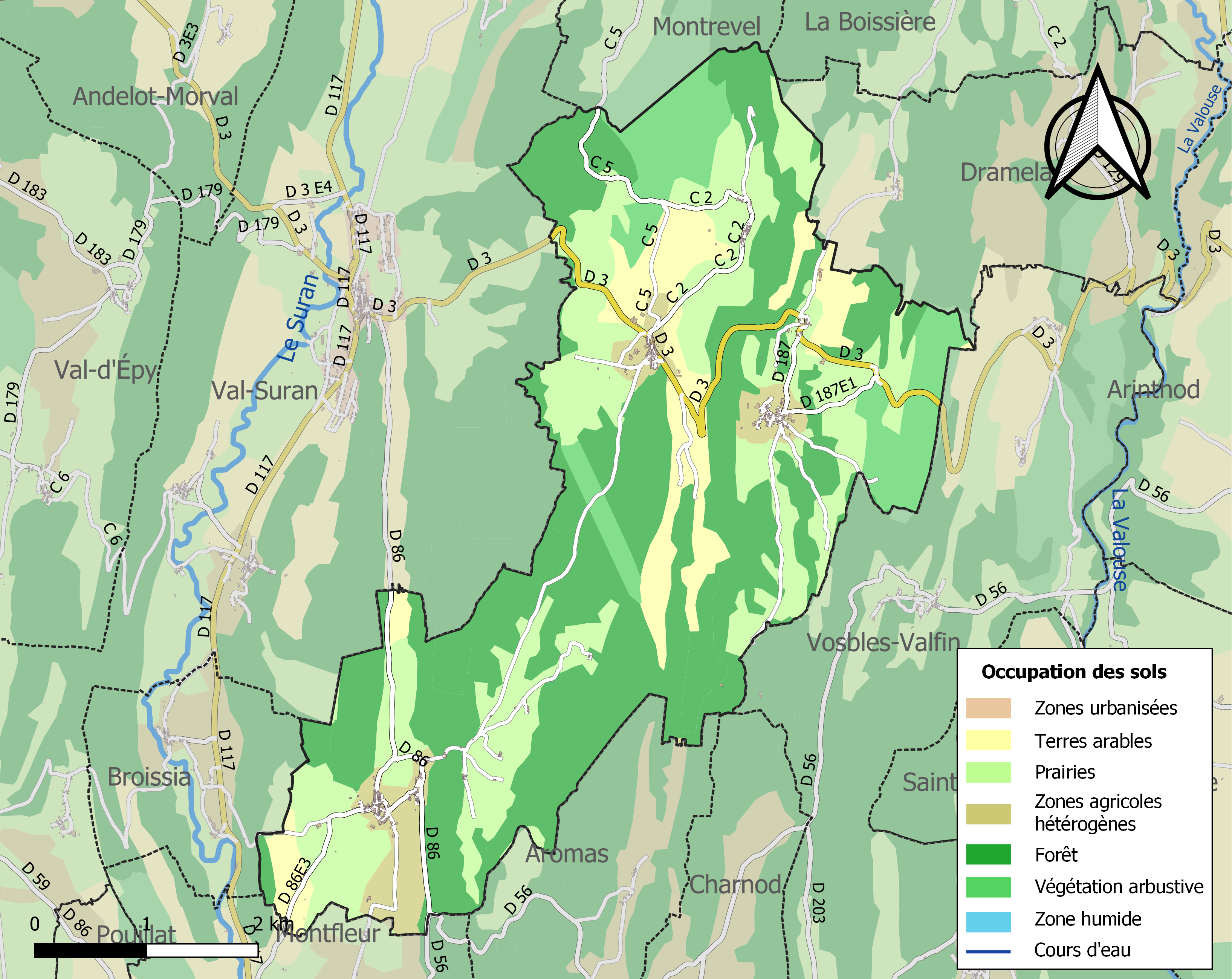
蒙兰西亚的OSM定位图

## 行政
蒙兰西亚的邮政编码为39320，INSEE市镇编码为39273。

## 政治
蒙兰西亚所属的省级选区为圣阿穆尔县。

## 交通
汝拉省省道D3线和D86线经过境内。

## 人口
蒙兰西亚于2022年1月1日时的人口数量为212人。